# 季家宏
季家宏（1938年11月—2015年9月23日），江苏邗江人，中华人民共和国政治人物。

## 生平
1983年6月，任安徽省轻工业厅副厅长；1985年2月，任安徽省轻工业厅厅长。1988年3月，任黄山市委副书记、市长、黄山风景区管委会主任；1990年7月，任黄山市委书记、市长、黄山风景区管委会主任；1991年1月，任黄山市委书记；1993年5月，任安徽省委秘书长；1995年1月，任安徽省委常委、省委秘书长。1998年1月，任安徽省委常委，省政协副主席。2015年去世。